# Țerovo, Blagoevgrad
Țerovo (în bulgară Церово) este un sat în comuna Blagoevgrad, regiunea Blagoevgrad,  Bulgaria. 

## Demografie
Componența etnică a satului Țerovo
     Bulgari (78,38%)
     Nicio identificare (21,61%)
     Altele (0%)
La recensământul din 2011, populația satului Țerovo era de 657 locuitori. Din punct de vedere etnic, majoritatea locuitorilor (78,38%) erau bulgari. Pentru 21,61% din locuitori nu este cunoscută apartenența etnică.